# 路易莎·李普曼
路易莎-克丽丝廷·李普曼（德語：Louisa-Christin Lippmann；1994年9月23日—），德國女子排球運動員，司職接應二傳。現效力於意甲豪門斯坎迪奇女排俱樂部。
她是德國國家女子排球隊隊員。

## 獎項

### 俱乐部
- 中國女子排球超級聯賽： - 銀牌（ 上海光明優倍女排俱樂部）